# Kapelle-op-den-Bos
Kapelle-op-den-Bos ist eine belgische Gemeinde in der Provinz Flämisch-Brabant mit 9703 Einwohnern (Stand: 1. Januar 2024). Sie hat eine Fläche von 15,25 km² und eine Bevölkerungsdichte von 636 Einwohnern pro km².
Die Gemeinde besteht aus dem Ort Kapelle-op-den-Bos, Ramsdonk und dem Ort Nieuwenrode.

## Persönlichkeiten
- August Hellemans (1907–1992), Fußballspieler
- Robin Hendrix (* 1995), Langstreckenläufer